# Gauerstadt

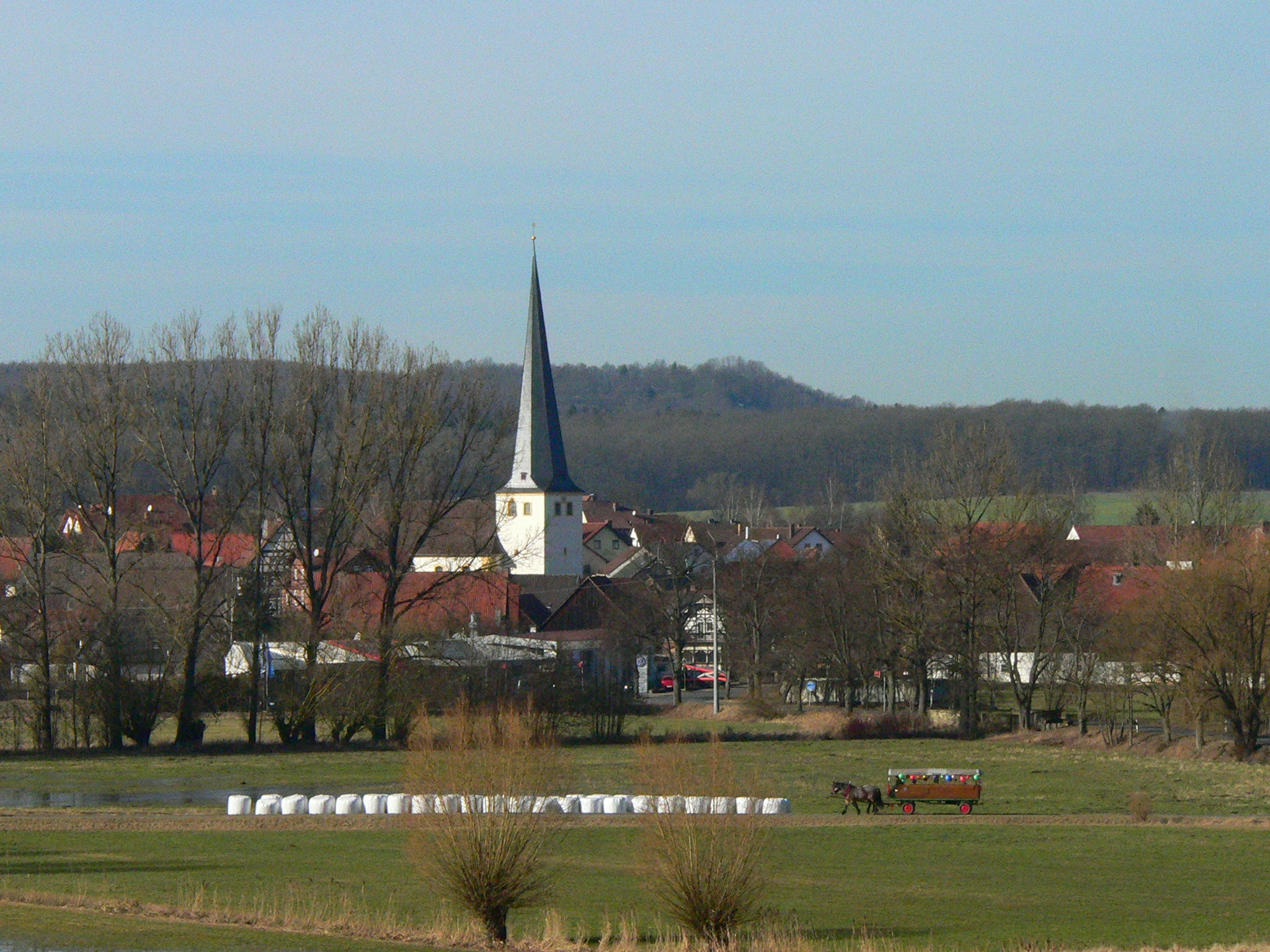
Gauerstadt Ortsansicht von Süden

Gauerstadt ist seit 1978 ein Gemeindeteil der oberfränkischen Stadt Bad Rodach im Landkreis Coburg am Nordostrand der Langen Berge,  drei Kilometer von der Landesgrenze Bayern/Thüringen entfernt, im Tal der Rodach.

## Geschichte

### Anfänge
Gauerstadts Geschichtsschreibung begann mit dem Jahr 838, als der Ort unter dem Namen „Gunbrathesstadt“ zusammen mit anderen im Coburger Land gegründeten Dörfern in einer im Kloster Fulda hinterlegten Urkunde erwähnt wurde. 1171 ist in einer Schenkungsniederschrift des Bischofs von Würzburg bereits der Name „Guberstadt“ zu finden. Es ging darum, die Dorfkirche dem Kloster Mönchröden zu übereignen. Um diese damals befestigte Kirche gruppierten sich die Häuser und Höfe in vier Siedlungsteilen, die noch deutlich im Ortsgrundriss erkennbar sind.
Im hohen Mittelalter erlangte das Dorf ein bescheidenes Ansehen, als sich das Adelsgeschlecht  von Guberstadt, erstmals 1317 erwähnt, dort niederließ. 1364 saß Hans von Guberstadt auf der das Baunachtal beherrschenden Burg Altenstein und um 1434 wurde Apel von Guberstadt Schultheiß von Schweinfurt. 1489 stieg der coburgische Landadlige Anthony von Rosenau, ein Abkömmling des Coburger Münzmeistergeschlechts, zum Herrn von Guberstadt auf. Ihm folgten weitere Herren der Rosenau nach, die allesamt in der Kirche von Gauerstadt ihre letzte Ruhestatt fanden.

### Krieg und Zwist
Der Dreißigjährige Krieg setzte Gauerstadt, wie der Ort nun hieß, gewaltig zu. Lebten zu Beginn des Religionskrieges noch über 350 Menschen im Ort, waren es 1636 nur noch 50, darunter 10 Witwen. Von ehemals 64 Häusern und Höfen standen noch 39, von denen 24 unbewohnt waren. Krieg, Hunger, Pest und Plünderungen hatten die Bevölkerung dezimiert oder vertrieben. In den letzten Tagen des Jahres 1636 fielen schwedische Soldaten in den Ort ein, brachen die Kirche auf und nahmen alles mit, was sie tragen konnten.

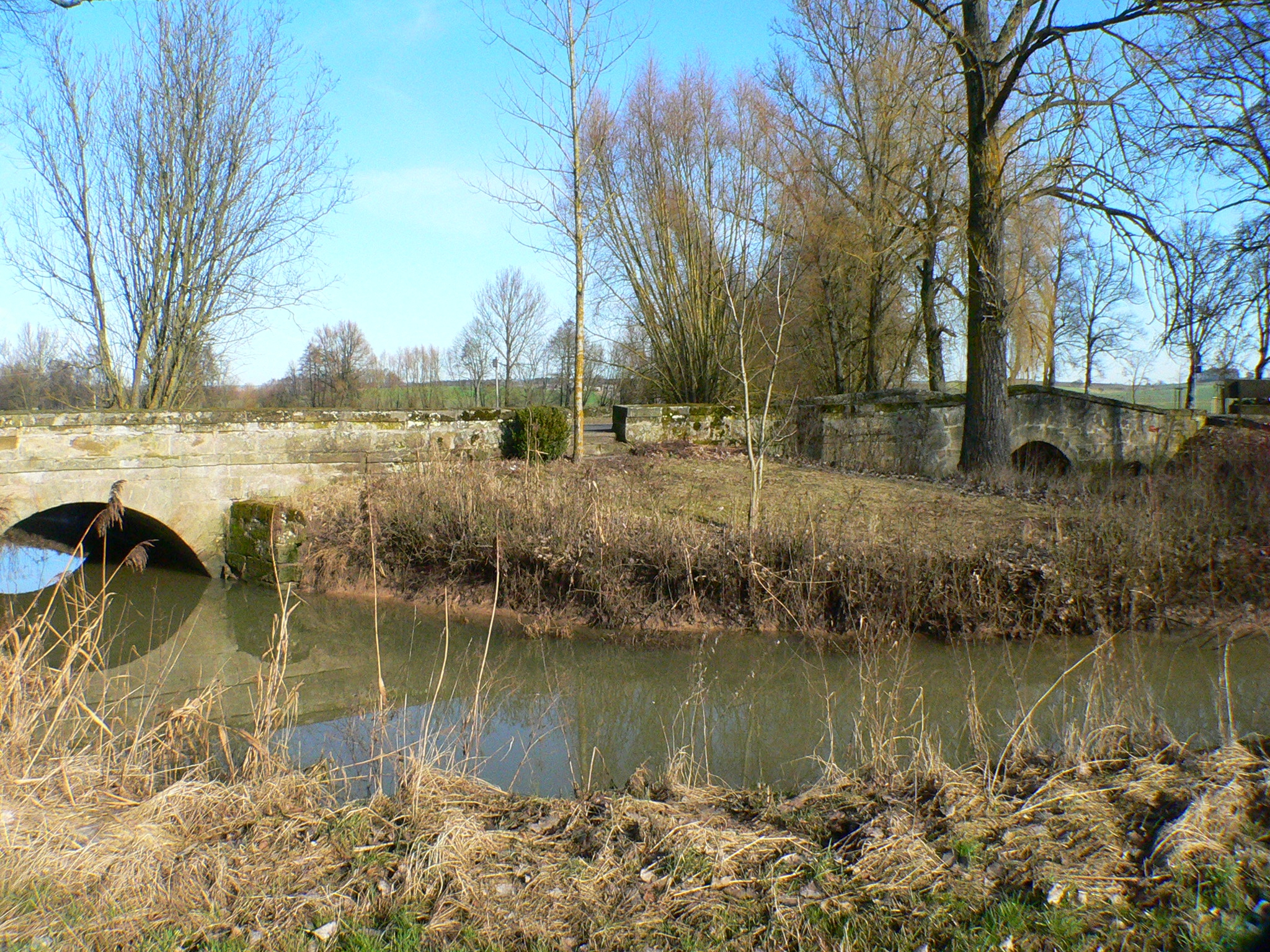
Rodachbrücke

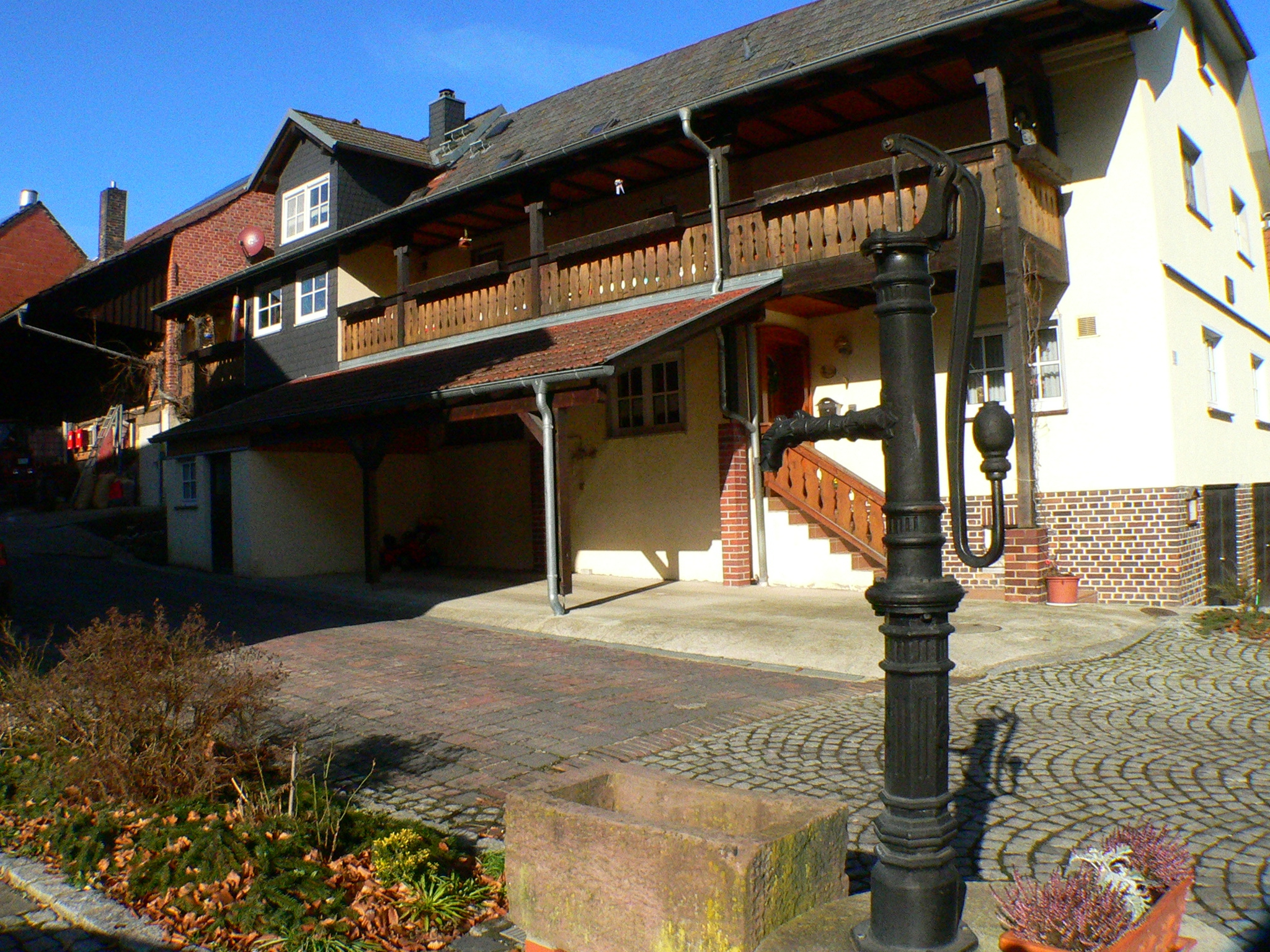
Bauernhof

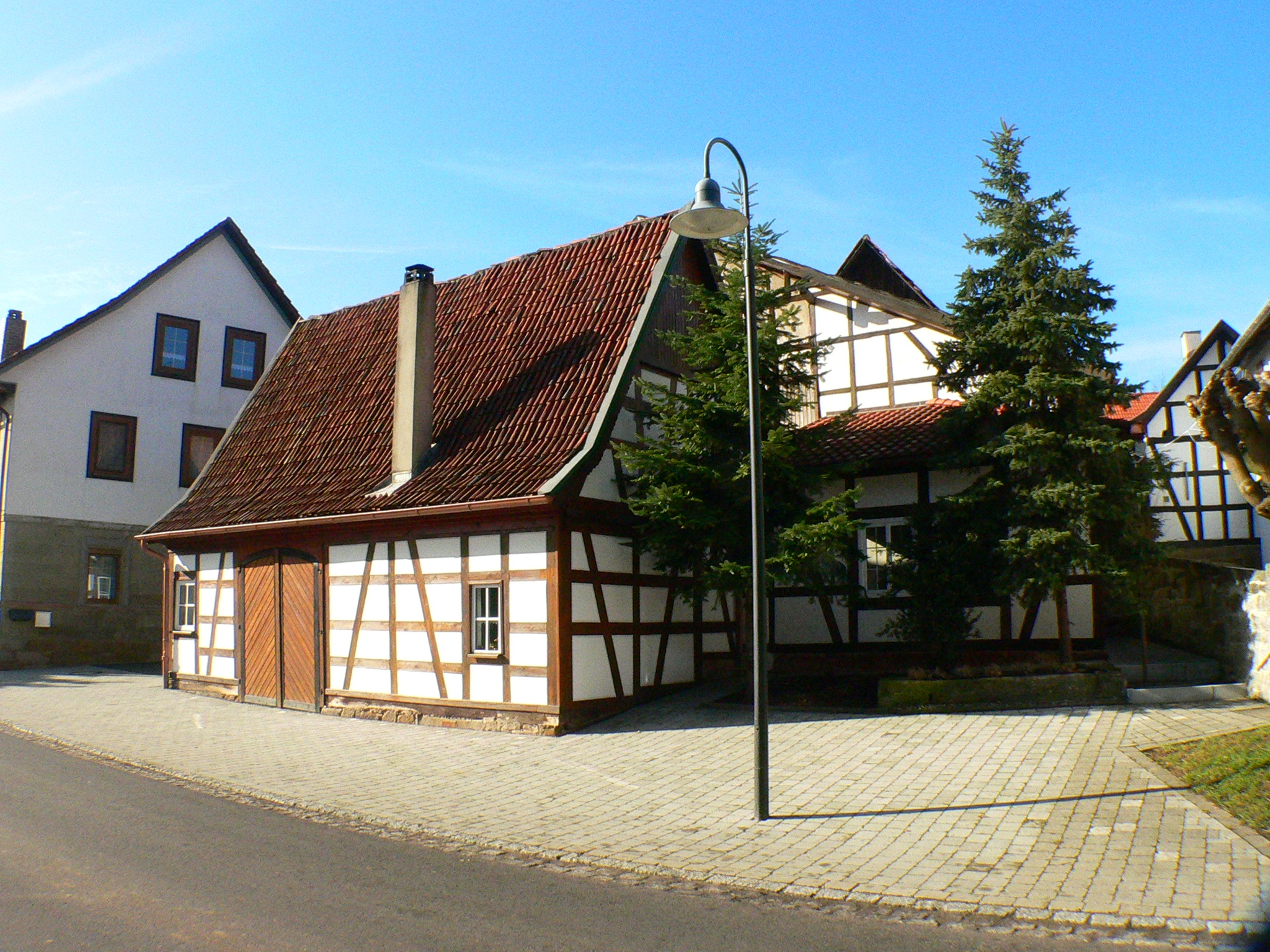
Altes Backhaus

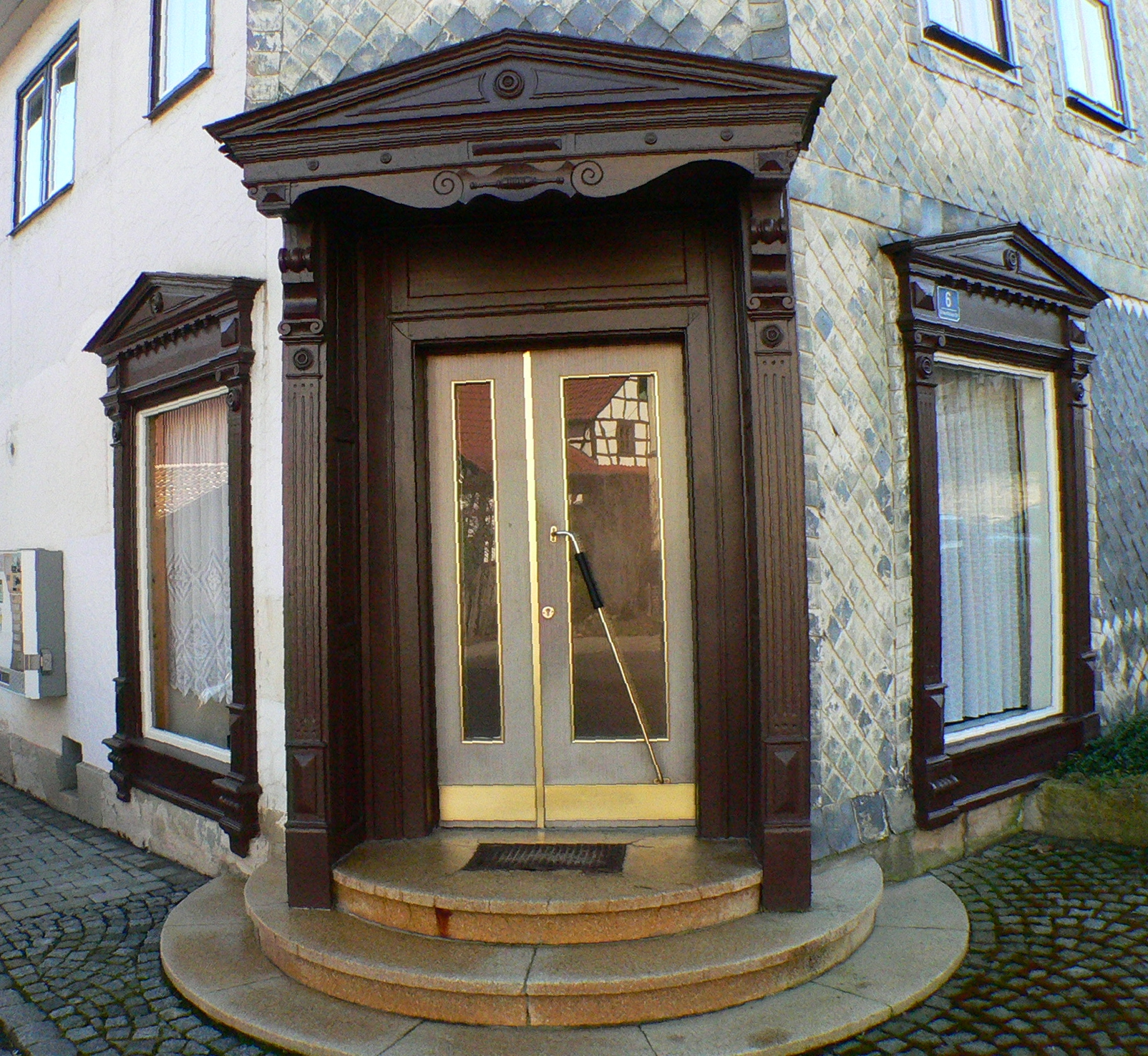
Ehem. Dorfladen

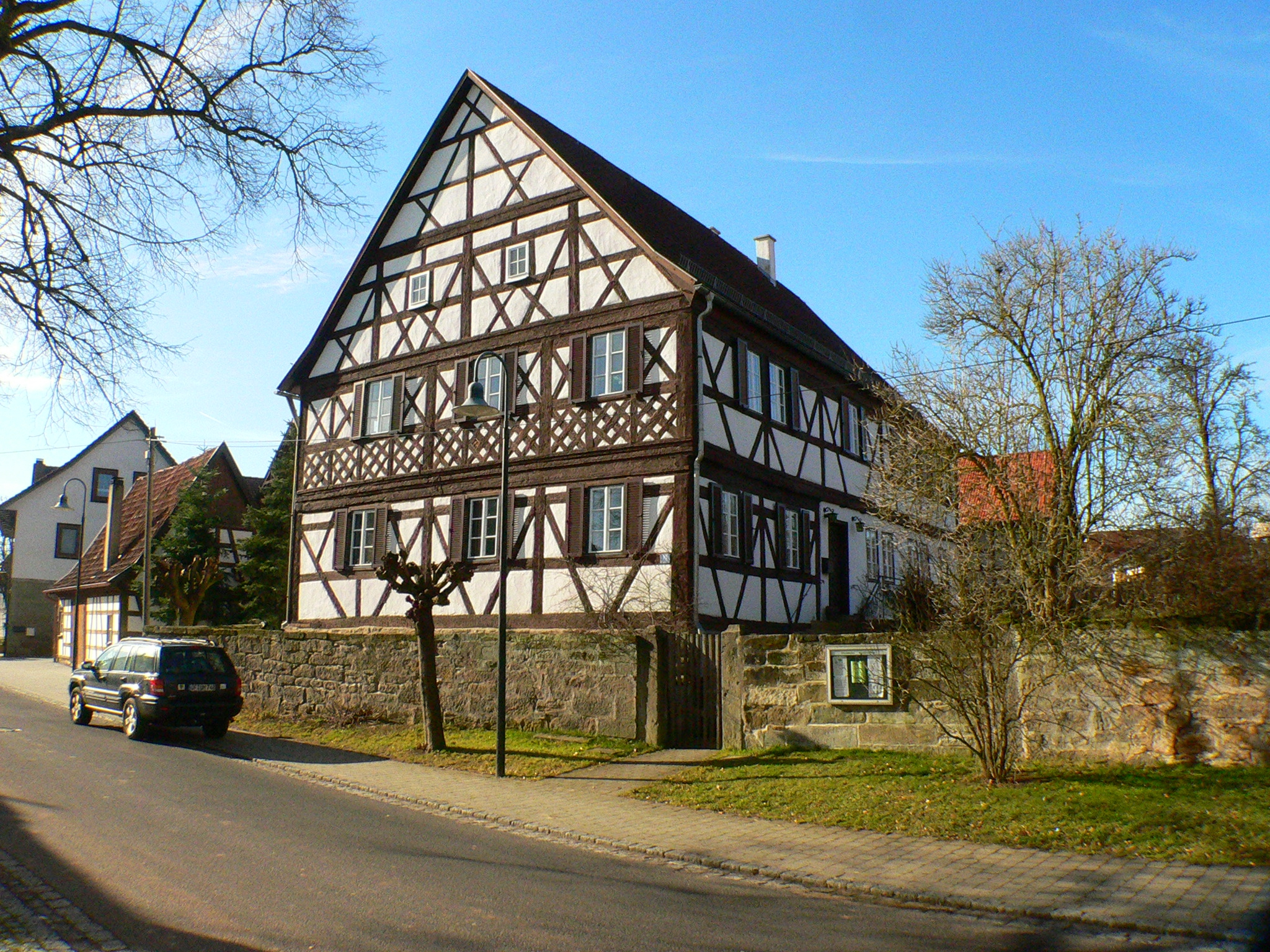
Pfarrhaus

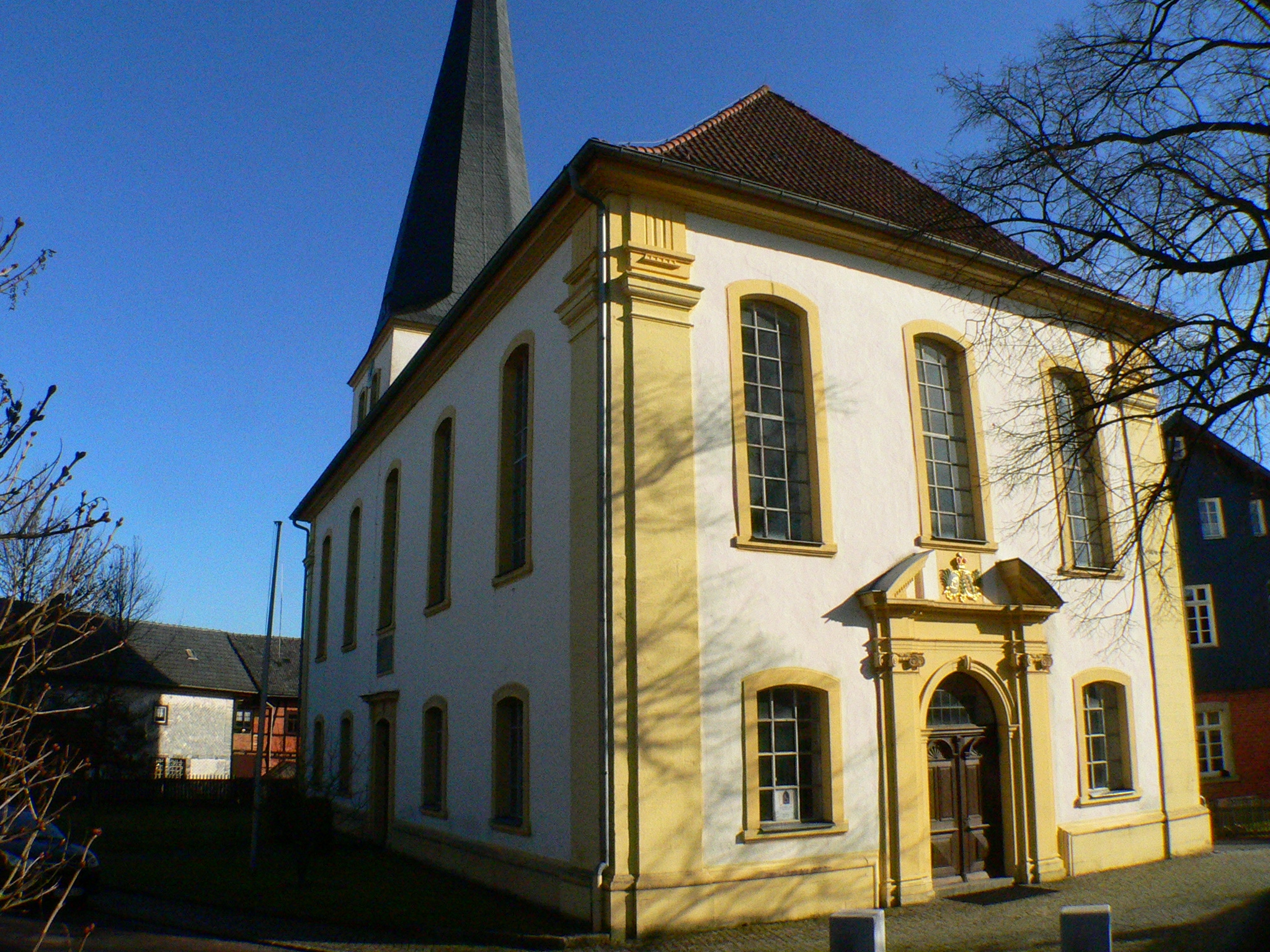
Ev. Pfarrkirche St. Marien

Auch die nahe Grenze zwischen Sachsen-Hildburghausen mit dem Nachbardorf Billmuthausen und Sachsen-Coburg mit Gauerstadt gab nach 1680 ständigen Anlass zu Zwistigkeiten. Häufig wurden Holz-, Wasser- und Jagdrechte verletzt und mussten vor den zuständigen Gerichten in Hildburghausen und Coburg geklärt werden, ebenso wie Streitigkeiten aus den schon im 13. Jahrhundert von König Rudolf von Habsburg eingeführten Landvogteien. Auf deren rechtlicher Grundlage basierte in Coburg die Gymnasiumsvogthey, wonach auch Gauerstädter Bauern dem Gymnasium Casimirianum Land verpfänden konnten, wenn sie in Geldnöte gerieten.
1726 brach ein Streit zwischen Gauerstadt und Rodach um das Braurecht aus, das schließlich durch herzogliche Gewalt den Gauerstädtern zugesprochen wurde, ebenso wie 50 Jahre später zwei umstrittene Äcker nahe Rodach. Im gleichen Jahr benötigte der Herzog 22.000 Gulden und „verhypotecierte“ sein Kammergut in Gauerstadt an den Hofjuden Seligmann zu Mitwitz.
Gegen Ende des 18. Jahrhunderts, noch vor Beginn der Napoleonischen Kriege, zog ein „Chursächsisches Infanterieregiment“ durch das Coburger Land und nahm Quartier in Meeder, Großwalbur und Gauerstadt. Die zur Beherbergung Verpflichteten erhielten am 12. Januar 1795 strenge Weisung vom „Fränckischen Crais-General-Quartier-Meister-Amt Nürnberg“, Soldaten und Offiziere „um die billigsten Preise zu bedienen“. Noch schlimmer wurde es durch ständige Steuererhöhungen und Einquartierungen ab 1813, denn einerseits trugen der Herzog und damit auch seine Untertanen mit an der französischen Kriegslast, andererseits verlangten die Truppen Napoleons, kostenfrei untergebracht zu werden. Nach der endgültigen Niederlage Napoleons 1815 besserte sich zwar zunächst die Situation durch den Fortfall der Kriegslasten, die Obrigkeit ließ aber durch die Einführung immer neuer Steuern nichts unversucht, die Bürger zur Kasse zu bitten.

### Steuerlasten
Neben den bereits bestehenden Abgaben gab es bis 1870 eine Fleischsteuer, eine Tranksteuer, einen Bierpfennig, ein Weinfuhrgeld, eine Kuhsteuer, das Nachbargeld, das Schutzgeld und das Flurschutzgeld. Zuzugswillige mussten, sofern sie dem Norddeutschen Bund angehörten, in Gauerstadt 50 Gulden für den Mann und 25 Gulden für die Frau bezahlen, während nichtbündische Neubürger als „Schutzgenossen“ mit fünf Gulden davonkamen.
Gleichzeitig mit dieser Besteuerungsflut setzte im Coburger Land die Dismembration genannte Güterzerschlagung ein, die eine gewerbsmäßige Zerstückelung größerer Güter durch Unternehmer („Güterschlächter“ genannt) zum Ziel hatte. Diese kauften Ländereien möglichst günstig auf, um sie mit hohen Gewinnen weiter zu veräußern. Um 1850 gerieten drei Gauerstädter Witwen in derartige Geldnot, dass sie den Coburger Herzog Ernst II. um die Genehmigung baten, ihre Güter verkaufen zu dürfen. Der Herzog, der zunächst Bedenken äußerte, willigte schließlich wegen der „bedrängten Lage“ der Frauen ein, zumal gegen eine von ihnen das Patrimonialgericht Gauerstadt bereits ein Konkursverfahren eröffnet hatte und der Gutsherr drohte, ihr landwirtschaftliches Anwesen zu beschlagnahmen. Dieser erhebliche Einfluss der privaten Gerichtsbarkeit endete 1877 mit der Einführung einer neuen Zivil- und Strafprozessordnung im Deutschen Kaiserreich.

### Eingemeindungen
In der Mitte des 19. Jahrhunderts existierten neben dem Gauerstädter Domänengut mit 144 Hektar Fläche je ein weiteres in Niederndorf mit 58 Hektar und in Carlshan mit 62 Hektar Fläche. Diese beiden Domänen lagen nur ein und zwei Kilometer von Gauerstadt entfernt. 1870 verloren die benachbarten Weiler Niederndorf und Carlshan ihre Selbständigkeit und wurden Gauerstadt zugeschlagen, dessen Einwohnerzahl sich dadurch um etwa 80 Personen erhöhte.
Erst nach dem Ersten Weltkrieg erhielt das nun erweiterte Gauerstadt Anschluss an die elektrische Stromversorgung (Coburg war zu diesem Zeitpunkt bereits 15 Jahre am Netz). 1920 kam Gauerstadt, wie der gesamte Freistaat Coburg, zu Bayern. Der Landkreis überstand den Zweiten Weltkrieg relativ unzerstört. Vor dem Einmarsch US-amerikanischer Truppen wurde Gauerstadt am 10. April 1945 durch Jagdbomber in Brand geschossen. 43 Gehöfte brannten bis auf die Grundmauern nieder, vier wurden teilweise schwer beschädigt. Der Landkreis Coburg wurde in der Folge Teil der Amerikanischen Besatzungszone, während das thüringische Hinterland ab Anfang Juli 1945 entsprechend den Vereinbarungen der Konferenz von Jalta zur Sowjetischen Besatzungszone gehörte. Billmuthausen, dessen Kinder immer schon zur Schule nach Gauerstadt gingen, lag nun jenseits der Zonengrenze, die ab dem 26. Mai 1952 endgültig abgeriegelt wurde. Nur wenige Tage vorher flüchteten sieben Billmuthäuser Familien mit 34 Personen und aller beweglichen Habe über die Grenze nach Bayern. Vier Familien blieben in Gauerstadt.
Die in den 1970er Jahren durchgeführte Bayerische Gemeindegebietsreform reduzierte zum Stichtag 1. Mai 1978 die Anzahl der Gemeinden im Landkreis Coburg von 129 auf 51. Das Kirchdorf Gauerstadt einschließlich der Einöden Neumühle, 0,4 Kilometer östlich von Gauerstadt an der Rodach liegend ⊙, und Hainmühle, 1,2 Kilometer nördlich von Gauerstadt an der Rodach liegend ⊙, sowie den Weilern Niederndorf und Carlshan wurde an diesem Tag nach Rodach bei Coburg eingemeindet. Gauerstadts letzter Bürgermeister Walter Müller wurde Stadtrat der neuen Großgemeinde.

## Wirtschaft

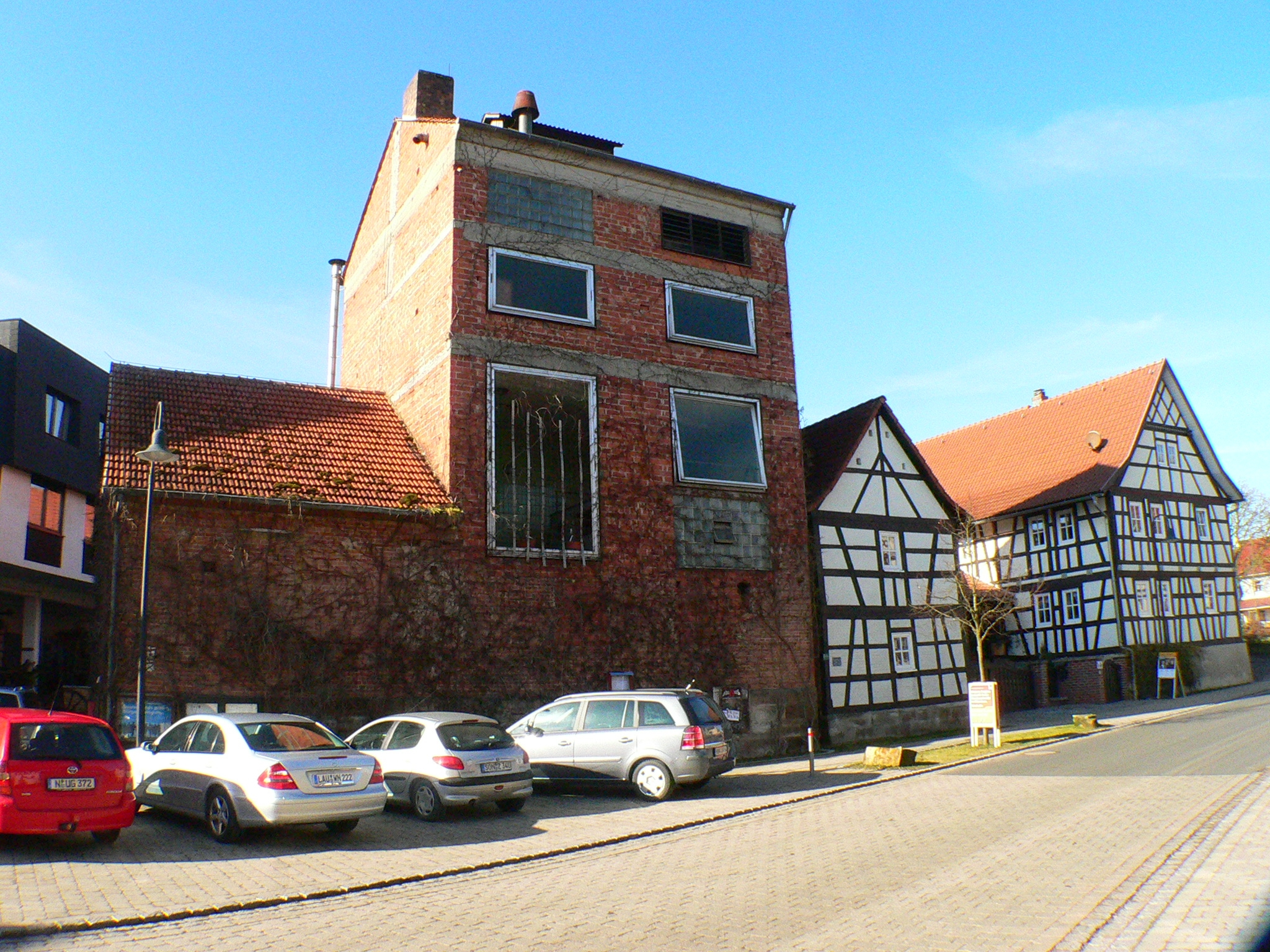
Ehemalige Brauerei Wacker

Zu den ältesten Gasthöfen im Coburger Land gehört das erstmals 1523 urkundlich erwähnte Gemeindegasthaus im Ortskern gegenüber der Pfarrkirche von Gauerstadt, das seit 1863 in Familienbesitz ist und heute als Landgasthof mit Hotelbetrieb geführt wird. Von 1863 bis 1985 bestand die zum Gasthof gehörende Brauerei Büchner, die ab 1950, vom Schwiegersohn übernommen, Brauerei Wacker hieß und von der Straße aus sichtbare Sudpfannen besaß. Daneben bestanden eine Genossenschaftsbrauerei, die 1875 gegründet und 1960 geschlossen wurde, sowie in der zweiten Hälfte des 19. Jahrhunderts die Brauerei Gaudlitz.

## Verkehr
Gauerstadt liegt drei Kilometer von der bayerischen Staatsstraße Nr. 2205 entfernt, die Coburg mit Bad Rodach und  Hildburghausen verbindet. Eine von ihr bei Großwalbur abzweigende Kreisstraße führt über Gauerstadt ebenfalls nach Bad Rodach.
Die Bahnlinie zwischen Bad Rodach und Coburg wird nach Stilllegungsplänen in den 1980er Jahren wieder regelmäßig im Stunden-Takt befahren. Die zu Gauerstadt nächstgelegenen Stationen sind Großwalbur und Bad Rodach, beide vier Kilometer entfernt.
Außerdem besteht eine OVF-Buslinie von Coburg über Gauerstadt nach Bad Rodach und Hildburghausen (8313) und eine weitere von Großwalbur über Gauerstadt nach Bad Rodach (8315).